# ناوشکن اسپلیت
ناوشکن اسپلیت (به انگلیسی: Yugoslav destroyer Split) یک کشتی است که طول آن ۱۲۰ متر (۳۹۳ فوت ۸ اینچ) می‌باشد. این کشتی در سال ۱۹۴۳ ساخته شد.